# 열 변색성

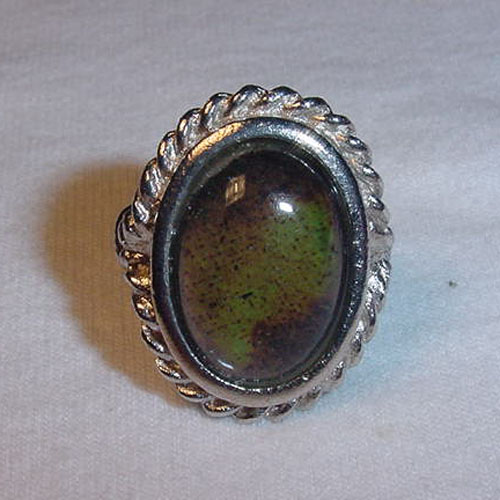
무드 반지, 색의 띠가 바뀐다.

열 변색성은 물질이 온도가 변할 때 색깔이 변화하는 능력이다 (그 중 무드 반지는 좋은 예이다). 그러나 그것은 많은 다른 용도가 있다. 열 변색성은 여러 종류의 크로미즘 중의 하나이다.
두 가지 기본적인 접근이 액정과 류코 염료에 기초한다. 액적은 정밀 응용에 사용된다. 그러나 그 색 영역이 작동의 원리에 의해 제한된다. 류코 염료는 색갈의 영역이 넓지만 그들의 응답 온도가 정확하게 설정하기 더욱 어렵다.